# Arla (geslacht)
Arla is een geslacht van vlinders van de familie tastermotten (Gelechiidae).

## Soorten
- A. diversella (Busck, 1916)
- A. tenuicornis (Clarke, 1942)